# Skeleton ai XXII Giochi olimpici invernali - Singolo maschile
La gara del singolo maschile di skeleton ai XXII Giochi olimpici invernali si è disputata il 14 e il 15 febbraio nella località di Krasnaja Poljana sulla pista Sanki.
La medaglia d'oro era stata vinta dal russo Aleksandr Tret'jakov, del quale tuttavia il CIO aveva decretato la squalifica il 24 novembre 2017, a seguito della vicenda doping che ha coinvolto numerosi atleti russi tramite il noto rapporto della Agenzia Mondiale Antidoping (WADA) presentato da Richard McLaren nel luglio 2016, per cui la medaglia d'oro gli era stata revocata. Successivamente il 1º febbraio 2018 il Tribunale Arbitrale dello Sport ha accolto il ricorso presentato dall'atleta russo revocando così tutte le sanzioni comminategli dal CIO e restituendogli quindi la medaglia d'oro. Il russo aveva preceduto il lettone Martins Dukurs, medaglia d'argento, e lo statunitense Matthew Antoine, bronzo.
Il 27 novembre 2017 anche Sergej Čudinov, giunto quinto al traguardo, era stato squalificato per lo stesso motivo ma venne anch'egli riabilitato in seguito dalla sentenza del TAS.
Campione olimpico uscente era il canadese Jon Montgomery, che aveva conquistato l'oro nella precedente edizione di Vancouver 2010 precedendo Martins Dukurs e Aleksandr Tret'jakov.

## Risultati
| Pos.    | N° | Nome                  | Nazione       | 1ª manche | 2ª manche | 3ª manche | 4ª manche | Totale  | Distacco |
| ------- | -- | --------------------- | ------------- | --------- | --------- | --------- | --------- | ------- | -------- |
| Oro     | 5  | Aleksandr Tret'jakov  | Russia        | 55"95     | 56"04     | 56"28     | 56"02     | 3'44"29 | —        |
| Argento | 3  | Martins Dukurs        | Lettonia      | 56"18     | 56"37     | 56"26     | 56"29     | 3'45"10 | +0"81    |
| Bronzo  | 2  | Matthew Antoine       | Stati Uniti   | 56"89     | 56"95     | 56"69     | 56"73     | 3'47"26 | +2"97    |
| 4       | 4  | Tomass Dukurs         | Lettonia      | 57"03     | 57"06     | 56"75     | 56"74     | 3'47"58 | +3"29    |
| 5       | 8  | Sergej Čudinov        | Russia        | 56"98     | 57"04     | 56"86     | 56"71     | 3'47"59 | +3"30    |
| 6       | 17 | Nikita Tregubov       | Russia        | 57"44     | 56"96     | 56"57     | 56"65     | 3'47"62 | +3"33    |
| 7       | 6  | John Fairbairn        | Canada        | 57"34     | 56"92     | 56"91     | 56"96     | 3'48"13 | +3"84    |
| 8       | 11 | Kristan Bromley       | Gran Bretagna | 57"24     | 57"02     | 57"17     | 56"74     | 3'48"17 | +3"88    |
| 9       | 7  | Alexander Kröckel     | Germania      | 57"21     | 57"36     | 57"03     | 56"69     | 3'48"29 | +4"00    |
| 10      | 13 | Dominic Parsons       | Gran Bretagna | 57"23     | 57"17     | 57"00     | 56"96     | 3'48"36 | +4"07    |
| 11      | 1  | Frank Rommel          | Germania      | 57"19     | 56"95     | 57"33     | 57"00     | 3'48"47 | +4"18    |
| 12      | 10 | Hiroatsu Takahashi    | Giappone      | 57"53     | 57"10     | 57"13     | 56"98     | 3'48"74 | +4"45    |
| 13      | 14 | Eric Neilson          | Canada        | 57"41     | 57"01     | 57"25     | 57"10     | 3'48"77 | +4"48    |
| 14      | 16 | Matthias Guggenberger | Austria       | 57"70     | 57"12     | 57"24     | 56"94     | 3'49"00 | +4"71    |
| 15      | 9  | John Daly             | Stati Uniti   | 56"91     | 56"67     | 56"99     | 58"54     | 3'49"11 | +4"82    |
| 16      | 18 | Yun Sung-bin          | Corea del Sud | 57"54     | 57"02     | 57"90     | 57"11     | 3'49"57 | +5"28    |
| 17      | 23 | John Farrow           | Australia     | 57"84     | 57"73     | 57"75     | 57"35     | 3'50"67 | +6"38    |
| 18      | 20 | Maurizio Oioli        | Italia        | 57"69     | 57"27     | 57"85     | 57"87     | 3'50"68 | +6"39    |
| 19      | 15 | Raphael Maier         | Austria       | 57"83     | 57"51     | 57"95     | 57"57     | 3'50"86 | +6"57    |
| 20      | 26 | Ben Sandford          | Nuova Zelanda | 58"00     | 57"75     | 57"79     | 57"67     | 3'51"21 | +6"92    |
| 21      | 12 | Kyle Tress            | Stati Uniti   | 57"85     | 58"13     | 57"76     |           | 2'53"74 |          |
| 22      | 19 | Yuki Sasahara         | Giappone      | 58"22     | 58"07     | 57"91     |           | 2'54"20 |          |
| 23      | 22 | Alexandros Kefalas    | Grecia        | 58"20     | 58"33     | 58"22     |           | 2'54"75 |          |
| 24      | 24 | Lee Han-sin           | Corea del Sud | 58"41     | 58"12     | 58"64     |           | 2'55"17 |          |
| 25      | 27 | Dorin Dumitru Velicu  | Romania       | 58"72     | 58"44     | 58"91     |           | 2'56"07 |          |
| 26      | 25 | Ander Mirambell       | Spagna        | 58"58     | 58"72     | 58"80     |           | 2'56"10 |          |
| 27      | 21 | Sean Greenwood        | Irlanda       | 57"99     | 65"11     | 58"22     |           | 3'01"32 |          |

Data: venerdì 14 febbraio 2014

Ora locale 1ª manche: 16:30 

Ora locale 2ª manche: 18:00 

Data: sabato 15 febbraio 2014

Ora locale 3ª manche: 18:45 

Ora locale 4ª manche: 20:15 

Pista: Sanki 

Legenda:
- DNS = non partito (did not start)
- DNF = prova non completata (did not finish)
- DSQ = squalificato (disqualified)
- Pos. = posizione